# Казе Ањероне (Беневенто)
Казе Ањероне је насеље у Италији у округу Беневенто, региону Кампанија.
Према процени из 2011. у насељу је живело 24 становника. Насеље се налази на надморској висини од 501 м.